# Деррі Тауншип (округ Монтур, Пенсільванія)
Деррі Тауншип (англ. Derry Township) — селище (англ. township) в США, в окрузі Монтур штату Пенсільванія. Населення — 1096 осіб (2020).

## Демографія
Згідно з переписом 2010 року, у селищі мешкало 1130 осіб у 443 домогосподарствах у складі 322 родин. Було 466 помешкань
Расовий склад населення:
| - 97,7 % — білих - 0,4 % — чорних або афроамериканців - 0,3 % — азіатів - 0,2 % — корінних американців |

До двох чи більше рас належало 1,2 %. Частка іспаномовних становила 0,4 % від усіх жителів.
За віковим діапазоном населення розподілялося таким чином: 22,1 % — особи молодші 18 років, 63,2 % — особи у віці 18—64 років, 14,7 % — особи у віці 65 років та старші. Медіана віку мешканця становила 41,8 року. На 100 осіб жіночої статі у селищі припадало 97,2 чоловіків;  на 100 жінок у віці від 18 років та старших — 92,1 чоловіків також старших 18 років.
Середній дохід на одне домашнє господарство  становив 53 606 доларів США (медіана — 45 400), а середній дохід на одну сім'ю — 61 990 доларів (медіана — 58 750). Медіана доходів становила 34 583 долари для чоловіків та 28 625 доларів для жінок. За межею бідності перебувало 14,1 % осіб, у тому числі 25,6 % дітей у віці до 18 років та 6,4 % осіб у віці 65 років та старших.
Цивільне працевлаштоване населення становило 472 особи. Основні галузі зайнятості: освіта, охорона здоров'я та соціальна допомога — 31,6 %, роздрібна торгівля — 15,5 %, виробництво — 14,0 %.